# Rifugio Maniago
Il rifugio Maniago è un rifugio situato nel comune di Erto e Casso (PN), a nord-nordest di Erto, in val Zemola, nelle Dolomiti friulane (gruppo del Duranno), a 1730 m s.l.m.

## Storia
Il rifugio Maniago venne costruito nel 1963, anno del tragico disastro del Vajont e fu affidato alla cittadina di Maniago. Inizialmente aveva le caratteristiche di un bivacco, fu trasformato poi nel 1985. In seguito è stato nuovamente ristrutturato per fornire maggiori servizi intorno al 2000.

## Accessi
È raggiungibile da una strada secondaria proveniente dal paese e si prolunga sino ad inoltrarsi nella valle e raggiungere un parcheggio; da lì è possibile solamente camminare, seguendo una strada forestale. Si risale quindi la vallata per poi arrivare esattamente ai piedi del monte Duranno. Dalla struttura partono sentieri verso l'altro angolo della valle, la spalla del Duranno e, dall'altra parte, forcella Duranno.